# Bình Trị Đông A
Bình Trị Đông A là một phường thuộc quận Bình Tân, Thành phố Hồ Chí Minh, Việt Nam.

## Địa lý
Phường Bình Trị Đông A nằm ở phía bắc quận Bình Tân, có vị trí địa lý:
- Phía đông giáp phường Bình Trị Đông
- Phía tây giáp huyện Bình Chánh
- Phía nam giáp các phường Tân Tạo và Bình Trị Đông B
- Phía bắc giáp các phường Bình Hưng Hòa A và Bình Hưng Hòa B.

Phường có diện tích 4,66 km², dân số năm 2021 là 76.347 người,  mật độ dân số đạt 16.383 người/km².

## Lịch sử
Phường Bình Trị Đông A được thành lập vào ngày 5 tháng 11 năm 2003 trên cơ sở 395,05 ha diện tích tự nhiên và 22.907 người của xã Bình Trị Đông cũ thuộc huyện Bình Chánh.